# Cereus hexagonus
Cereus hexagonus ist eine Pflanzenart in der Gattung Cereus aus der Familie der Kakteengewächse (Cactaceae). Das Artepitheton hexagonus stammt aus dem Griechischen, bedeutet ‚sechskantig‘ und verweist auf die sechsrippigen Triebe der Art.

## Beschreibung
Cereus hexagonus wächst baumförmig mit von nahe der Basis verzweigten, aufrechten Trieben und erreicht Wuchshöhen von bis zu 15 Meter. Die zylindrischen, segmentierten, glaukhellgrünen Triebe weisen Durchmesser von bis zu 12 Zentimeter und mehr auf. Es sind vier bis sieben dünne, gewellte Rippen vorhanden, die 3 bis 5 Zentimeter hoch sind. Die darauf befindlichen Areolen sind klein. An Jungtrieben fehlen die Dornen oder es sind nur wenige vorhanden. Ältere Triebe besitzen 8 bis 10 oder mehr ungleiche Dornen je Areole. Die anfangs braunen Dornen werden später heller. Sie sind 5 bis 6 Zentimeter lang.
Die weißen Blüten sind 20 bis 25 Zentimeter lang. Die 5,5 bis 13 Zentimeter langen, eiförmigen Früchte sind hellrot. Sie enthalten ein weißes oder rosafarbenes Fruchtfleisch.

## Verbreitung, Systematik und Gefährdung
Cereus hexagonus ist in Guyana, Französisch-Guayana, Surinam und Venezuela verbreitet.
Die Erstbeschreibung als Cactus hexagonus wurde 1753 von Carl von Linné in seinem Werk Species Plantarum veröffentlicht. Philip Miller stellte die Art 1768 in die Gattung Cereus.
In der Roten Liste gefährdeter Arten der IUCN wird die Art als „Least Concern (LC)“, d. h. als nicht gefährdet geführt.

## Nachweise